# Omacetaxine mepesuccinate
Omacetaxine mepesuccine (INN, tên thương mại Synribo), trước đây được đặt tên là homoharringtonine hoặc HHT, là một dược phẩm dược phẩm được chỉ định để điều trị bệnh bạch cầu tủy xương mạn tính (CML).
HHT là một alcaloid thực vật tự nhiên có nguồn gốc từ Cephalotoxus fortune. HHT và các hợp chất este liên quan của cephalotaxine đã được mô tả đầu tiên vào năm 1970, và là đối tượng của các nỗ lực nghiên cứu chuyên sâu của các nhà điều tra Trung Quốc để làm rõ vai trò của họ như là chất chống ung thư và thuốc chống thiếu máu từ những năm 1970 cho đến nay. Nó đã được FDA Hoa Kỳ phê duyệt vào tháng 10 năm 2012 để điều trị cho bệnh nhân trưởng thành mắc CML bị kháng và/hoặc không dung nạp với hai hoặc nhiều chất ức chế tyrosine kinase (TKIs).

## Sử dụng trong y tế
Omacetaxine/homoharringtonine được chỉ định sử dụng để điều trị cho bệnh nhân mắc bệnh bạch cầu dòng tủy mạn tính kháng hoặc không dung nạp thuốc ức chế tyrosine kinase.
Vào tháng 6 năm 2009, kết quả của một nghiên cứu giai đoạn II nhãn mở dài hạn đã được công bố, trong đó điều tra việc sử dụng truyền omacetaxine ở bệnh nhân CML. Sau mười hai tháng điều trị, khoảng một phần ba bệnh nhân cho thấy phản ứng tế bào học. Một nghiên cứu ở những bệnh nhân đã thất bại với imatinib và người bị đột biến kháng thuốc T315I đã đạt được đáp ứng tế bào học ở 28% bệnh nhân và đáp ứng huyết học ở 80% bệnh nhân, theo dữ liệu sơ bộ.
Các nghiên cứu pha I bao gồm một số ít bệnh nhân đã cho thấy lợi ích trong điều trị hội chứng myelodysplastic (MDS, 25 bệnh nhân)  và bệnh bạch cầu tủy cấp tính (AML, 76 bệnh nhân). Bệnh nhân có khối u rắn không được hưởng lợi từ omacetaxine.

## Tác dụng phụ
Theo tần số:  Rất phổ biến (tần số> 10%): 
- Bệnh tiêu chảy
- Ức chế tủy  † </ sup>
- Phản ứng tại chỗ tiêm
- Buồn nôn
- Mệt mỏi
- Sốt
- Yếu cơ
- Đau khớp
- Đau đầu
- Ho
- Rụng tóc
- Táo bón
- chảy máu cam
- Đau bụng trên
- Đau ở tứ chi
- Phù
- Nôn
- Đau lưng
- Tăng đường huyết, đôi khi cực đoan
- Bệnh Gout
- Phát ban
- Mất ngủ

 Phổ biến (tần số 110%):
- Động kinh
- Xuất huyết

† suy tủy, bao gồm: giảm tiểu cầu, thiếu máu, giảm bạch cầu và giảm bạch cầu lympho, theo thứ tự tần số giảm dần.
omacetaxine mepesuccine có thể gây hại cho thai nhi khi dùng cho phụ nữ mang thai. phụ nữ đang sử dụng HHT nên tránh mang thai và cũng khuyên nữ giới tránh điều dưỡng trong khi nhận HHT.

## Cơ chế hoạt động
Omacetaxine là một chất ức chế dịch mã protein. Nó ức chế dịch mã protein bằng cách ngăn chặn bước kéo dài ban đầu của quá trình tổng hợp protein. Nó tương tác với vị trí A của ribosome và ngăn chặn sự định vị chính xác các chuỗi bên amino acid của các aminoacyl-tRNA sắp tới. Omacetaxine chỉ hoạt động ở bước đầu tiên của dịch mã protein và không ức chế tổng hợp protein từ các mRNA đã bắt đầu dịch mã.